# David Kaye
David Kaye (Los Ángeles, 20 d'agost de 1968) és el relator especial de les Nacions Unides per a la Promoció i la Protecció dels Drets de la Llibertat d'Opinió i Expressió, càrrec que ha ocupat des de l'agost de 2014. És professor clínic de dret a la Universitat de Califòrnia, Irvine. És professor clínic de dret a la Universitat de Califòrnia a Irvine. El 2018 va demanar a les autoritats espanyoles que no acusessin de rebel·lió a polítics catalans pel referèndum de l'1 d'octubre de 2017. En un comunicat, va afirmar que «les acusacions per rebel·lió, que poden portar a sentències llargues, suposen el risc de desencoratjar un discurs totalment legítim».